# 민문기
민문기(閔文基, 1916년 ~ 2003년 5월 5일)는 대한민국의 법조인이다. 1969년 9월부터 1980년 8월까지 대법원 판사를 지냈다. 본관은 여흥.

## 생애
황해도 신천군에서 태어났다. 1938년에 경성법학전문학교를 졸업하고 1942년 일본 고등문관시험 사법과에 합격한 뒤에 검사로 임용되었다. 1945년 일본 변호사 실무고시에 합격했었던 민문기는 해방 이후에 검찰에 임용되어 법무부 검찰과장에 임명되었으나 검찰국장이 마음에 들지 않아 사퇴했다. 그 뒤에 판사에 임용되어 광주고등법원장 서울고등법원장 등을 역임하고, 1969년 9월 박정희 대통령에 의해 대법원 판사에 임명되었다.
1960년대 중반 광주고등법원장으로 재직할 때 국회 국정감사에서 법에도 없는'감사를 받게 됨을 영광으로 생각하며' 등의 내용으로 된 "선서문을 읽을 수 없다"며 국정감사장에 불참하기도 했던 민문기는 1977년 소액사건의 상고 범위를 다투는 사건에서 15 대 1 소수의견을 내면서 시대상황에 빗대 "한 마리의 제비로서는 능히 당장에 봄을 이룩할 수 없지만 그가 전한 봄, 젊은 봄은 오고야 마는 법이다. 소수의견을 감히 지키려는 이유가 여기에 있는 것이다."고 말하여 시인 판사라는 별칭으로 불리며 화제가 됐으며 폭력으로 징역6월을 선고받고 1975년 11월 1일 출소한 뒤 12월 15일부터 27일동안 강도살인 강간치사 절도  각 1회, 강도 11회의 범행을 저지르며 2명을 살해한 김영준(20)에 대하여 대법원 전원합의체가 1977년 2월 24일 선고공판을 열고 "죄질로 보아 사형을 선고해야 한다"는 12명의 다수의견과 달리 김윤행 임항준 이일규와 함께 "형벌이 목적이 응보에 있는 것이 아니며 특히 이 사건 피고인은 가족들과 헤어져 고아원에서 지내며 초등학교 4학년을 중퇴하는 등 국가와 사회나 가정으로부터 제대로된 교육과 선도를 받아보지 못한 상태"라며 "극형보다 무기징역을 선고해 교정과 교화를 다해봄이 마땅하다고 생각한다"는 이유로 사형을 반대하는 소수의견을 냈다. 박정희 대통령을 암살했던 김재규 등에 대한 상고심 재판에서 다른 5명과 함께 "대통령직에 있는 자연인을 살해한 것인지, 국헌을 문란케 할 목적으로 살해한 것인지 가릴 수 있는 증거가 부족하다"는 이유로 내란목적 살인을 인정하지 않는 소수의견을 제시했다. 정년이 7개월 남았지만 1980년 8월에 소수의견을 제시했던 다른 대법관 5명과 함께 대법원 판사직에서 물러났다. 대법원 판사에서 물러나고 1984년부터 인천에 있는 합동법률사무소에서 공증업무를 봤으나 2002년부터 노환으로 자택에서 칩거하다가 2003년 5월 5일에 사망했다.
1972년 4월 대법원 판사로 있으면서 세무관서장의 고발이 있어야 처벌할 수 있는 조세범 처벌법과 달리 특가법 조세포탈의 가중처벌과 관세법 위반의 가중처벌에 대한 특례로서 "고발을 요하지 아니한다"고 명시되어 있음에도 불구하고 고발이 없이 공소가 제기된 사건이라는 이유로 유죄 판결한 원심을 파기환송하여 법조계에서 논란이 있었다.